# Wycieczka (wojsko)
Wycieczka (niem. Ausfall, ang. – sortie) – termin z dziedziny historii wojskowości odnoszący się do zbrojnego wypadu niewielkiego oddziału wojsk oblężonej twierdzy, zazwyczaj w celu unieszkodliwienia postępów prac oblężniczych, jak na przykład zagwożdżenia dział, spalenia machin oblężniczych, zabicia kopaczy kopiących tunele pod murami celem założenia min, czy też zdobycia zaopatrzenia.
Wycieczki organizowano zazwyczaj nocą, lub gdy z powodu mgły, śnieżycy bądź ulewy czujność przeciwnika była najmniejsza.

## Wycieczka w literaturze
W powieści historycznej Henryka Sienkiewicza „Potop” opisana została wycieczka obrońców klasztoru jasnogórskiego podczas oblężenia przez Szwedów w roku 1655.